# Chapas
|  | Per a altres significats, vegeu «Chapas (Puèi Domat)». |

Chapas (occità) o Chappes (francès) és un municipi francès al departament de l'Alier (regió d'Alvèrnia-Roine-Alps). L'any 2007 tenia 205 habitants.

## Urbanisme

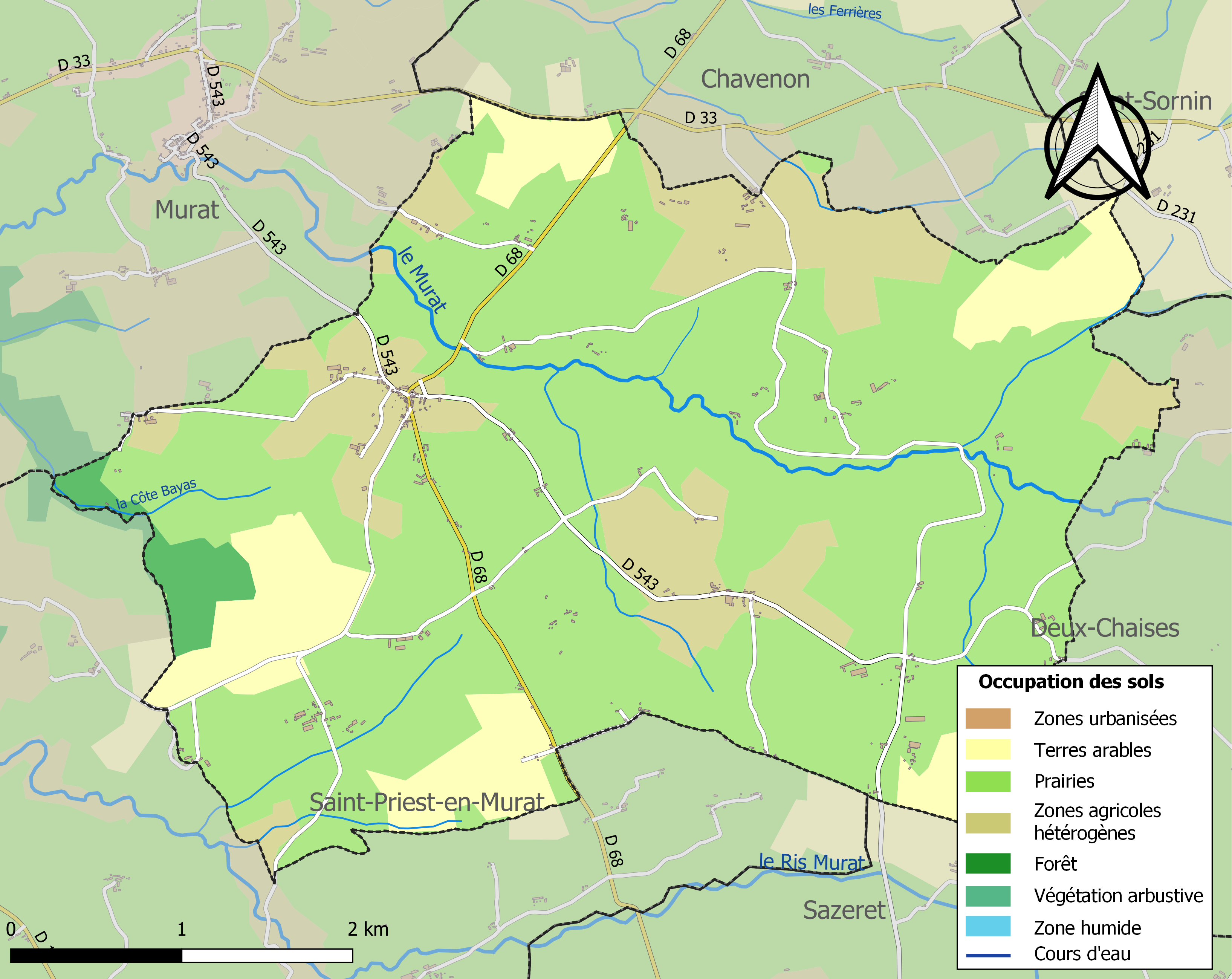
Mapa d'infraestructures i usos del sòl del comú l'any 2018 (CLC).

Chappes és un comú rural, ja que és un dels comuns poc o molt poc poblats, en el sentit de la quadrícula de densitat comunal de l'INSEE. El comú també es troba fora de l'atracció de les ciutats.{
L'ús dels sòls del comú, tal com es desprèn de la base de dades biofísica europea de cobertures del sòl CORINE Land Cover (CLC), està marcat per la importància del sòl agrícola (98 % el 2018), una proporció pràcticament idèntica a la de 1990 (98,2 %). La distribució detallada l'any 2018 és la següent: prats (69,6 %), zones agrícoles heterogènies (15,4 %), terres de conreu (13 %), boscos (1,9 %).
L'IGN també ofereix una eina en línia per comparar l'evolució en el temps de l'ús del sòl al comú (o territoris a diferents escales). S'hi poden accedir en forma de mapes o fotografies aèries diverses èpoques: la Carta Cassini (segle xviii), la carte d'état-major (1820-1866) i el període actual (des del 1950).

## Demografia

### Població
El 2007 la població de fet de Chappes era de 205 persones. Hi havia 88 famílies de les quals 20 eren unipersonals (16 homes vivint sols i 4 dones vivint soles), 32 parelles sense fills, 24 parelles amb fills i 12 famílies monoparentals amb fills.
La població ha evolucionat segons el següent gràfic:

### Habitatges
El 2007 hi havia 143 habitatges, 92 eren l'habitatge principal de la família, 32 eren segones residències i 19 estaven desocupats. 140 eren cases i 1 era un apartament. Dels 92 habitatges principals, 68 estaven ocupats pels seus propietaris, 20 estaven llogats i ocupats pels llogaters i 4 estaven cedits a títol gratuït; 1 tenia una cambra, 3 en tenien dues, 14 en tenien tres, 25 en tenien quatre i 48 en tenien cinc o més. 71 habitatges disposaven pel capbaix d'una plaça de pàrquing. A 49 habitatges hi havia un automòbil i a 38 n'hi havia dos o més.

### Piràmide de població
La piràmide de població per edats i sexe el 2009 era:
| Homes | Edats   | Dones |
| ----- | ------- | ----- |
| 0     | 95 o +  | 0     |
| 0     | 90 a 94 | 0     |
| 0     | 85 a 89 | 0     |
| 0     | 80 a 84 | 12    |
| 0     | 75 a 79 | 4     |
| 16    | 70 a 74 | 4     |
| 0     | 65 a 69 | 4     |
| 20    | 60 a 64 | 4     |
| 12    | 55 a 59 | 12    |
| 4     | 50 a 54 | 8     |
| 4     | 45 a 49 | 8     |
| 12    | 40 a 44 | 8     |
| 4     | 35 a 39 | 0     |
| 16    | 30 a 34 | 16    |
| 4     | 25 a 29 | 4     |
| 0     | 20 a 24 | 0     |
| 4     | 15 a 19 | 8     |
| 8     | 10 a 14 | 4     |
| 12    | 5 a 9   | 16    |
| 8     | 0 a 4   | 4     |

## Economia
El 2007 la població en edat de treballar era de 122 persones, 94 eren actives i 28 eren inactives. De les 94 persones actives 90 estaven ocupades (49 homes i 41 dones) i 4 estaven aturades (4 dones i 4 dones). De les 28 persones inactives 9 estaven jubilades, 6 estaven estudiant i 13 estaven classificades com a «altres inactius».

### Ingressos
El 2009 a Chappes hi havia 88 unitats fiscals que integraven 205 persones, la mediana anual d'ingressos fiscals per persona era de 15.385 €.

### Activitats econòmiques
Dels 4 establiments que hi havia el 2007, 1 era d'una empresa de construcció, 1 d'una empresa de comerç i reparació d'automòbils, 1 d'una empresa de serveis i 1 d'una empresa classificada com a «altres activitats de serveis».
Dels 2 establiments de servei als particulars que hi havia el 2009, 1 era una fusteria i 1 perruqueria.
L'any 2000 a Chappes hi havia 23 explotacions agrícoles que ocupaven un total de 1.696 hectàrees.

## Equipaments sanitaris i escolars
El 2009 hi havia una escola elemental integrada dins d'un grup escolar amb les comunes properes formant una escola dispersa.

## Poblacions properes
El següent diagrama mostra les poblacions més properes.